# Пожег (Пермский край)
Пожег (Верхний Пожег) — исчезнувший посёлок в Гайнском районе Пермского края. Входил в состав Усть-Черновского сельсовета.

## Географическое положение
Располагался в междуречье рек Малый Пожег и Пожег, в 63 км к северо-западу от районного центра пос. Гайны, в 6 км от пос. Усть-Пожег, в 9 км от посёлка Серебрянка, в 25 км от пос. Оныл и в 16 км к северо-востоку от пос. Пельмин-Бор.

## История
Спецпосёлок Пожег был основан в 1929 году. В 1930 году в посёлок привезли более 200 спецпереселенцев, которые построили себе дома без единого гвоздя. Сначала посёлок назывался Пожег, затем был переименован в Верхний Пожег. Ликвидирован перед началом Великой Отечественной войны.